# پرینتسهوفته
پرینتسهوفته (به آلمانی: Prinzhöfte) یک شهر در آلمان است که در اولدنبورگ واقع شده‌است. پرینتسهوفته ۷۵۲ نفر جمعیت دارد.